# 팬택 베가 레이서 2
팬택 스카이 베가 레이서 2(Pantech SKY VEGA Racer 2)는 팬택이 2012년 5월 10일에 출시한 스마트폰이다. 음성으로 사진을 찍는 기술을 내세우며 광고를 했다. 스카이 베가 레이서의 후속 기종으로, 안드로이드 4.0.3 아이스크림 샌드위치를 탑재하였다. 차세대 AP인 스냅드래곤 S4 MSM8960 을 탑재하였으며, 배터리는 기존보다 많은 2,020 mAh의 배터리를 사용한다. FLUX UI 1.5를 탑재하였다. 하얀색 배터리 커버는 세라믹 증착 기술을 이용하여 세라믹으로 제조한다.
이후 2013년 6월에 팬택 스카이 베가 레이서 2의 변형 기종이며 KT 전용 단말인 팬택 스카이 베가 레이서 2 블링이 출시되었다.

## 운영 체제/소프트웨어

### 안드로이드 4.0.3 아이스크림 샌드위치
팬택 베가레이서2는 안드로이드 4.0.3 아이스크림 샌드위치를 탑재하여 출시하였다.

### 안드로이드 4.1.2 젤리빈
2013년 5월 1일 업데이트가 시작되었다. 메뉴가 앱스로 이름이 바뀌고 홈 메뉴에 효과와 홈 설정이 생겼다. 앱스 배경화면이 불투명에서 반투명으로 바뀌었으며, 상단바와 위젯 디자인이 수정되었다.

## 기타 업그레이드

### 베가 기프트 팩 업그레이드
2013년 9월 14일 IM-A830S 모델부터 업데이트가 실시되었다. 소프트키 디자인 및 레이아웃 변경 기능이 추가되었고, 부분 캡처 기능이 추가되었다.

## 같이 보기
- 스카이 베가 LTE M
- 스카이 베가 LTE EX

## 경쟁 기종
- LG 옵티머스 LTE 2

## 변형 기종
팬택 스카이 베가 레이서 2 블링(IM-A830KE)

## 색상
- 블랙
- 화이트

## 특수 기능

### 스마트 보이스
팬택의 음성인식 기능이다.애플의 시리, 삼성전자의 S 보이스, LG전자의 Q 보이스보다 인식률이 낮다.

### 미니 윈도우
창을 작게 띄워 동시에 앱을 실행할 수 있게 하는 기능이다.

## 논란
데이터베이스 I/O 문제가 있었다. 데이터베이스 I/O 문제는 내부 저장소의 입/출력에 딜레이가 발생하는 문제로 동영상 촬영 및 파일 다운로드 등의 속도가 저하된다.
해당 문제는 젤리빈 업그레이드 이후 해결되었다.

## 문제
베가 레이서 2의 고질적인 문제들은 일부 해결됐으나,과도한 발열및 유심인식문제,배터리문제는 해결이 미비한 상태이다.